# Picardies

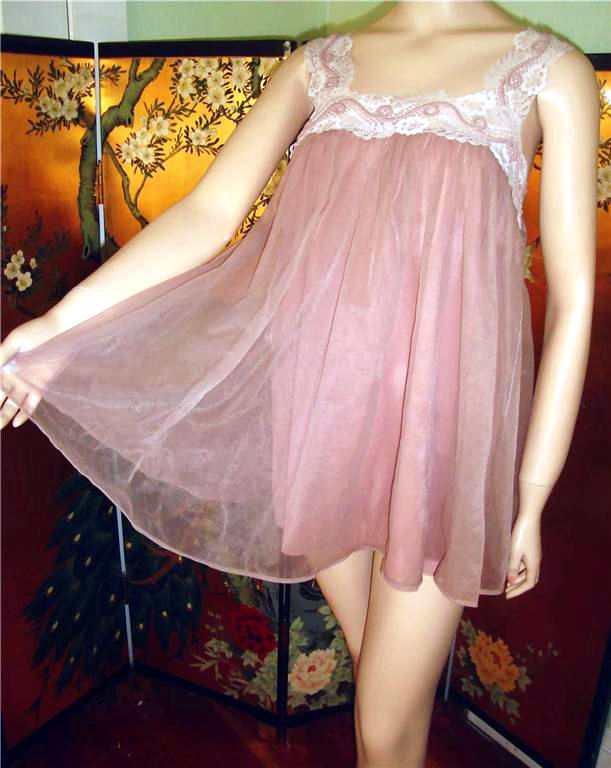
Un picardies rosa

El picardies (mot singular usat exclusivament en morfologia de plural) és una camisola femenina de tirants, sovint escotada, que sol arribar fins als malucs, de teixit lleuger i adornada generalment amb transparències, blondes, llaços o brodats; sovint s'usa en combinació amb calces o tanga a joc. Generalment el picardies és considerat peça de llenceria sexi. El català picardies equival a l'anglès baby doll, a l'espanyol picardías i al francès nuisette; en italià, portuguès i moltes altres llengües s'anomena amb l'anglicisme baby doll. Nascut a la dècada de 1950 com a estil de camisa de dormir curta, el picardies fou popularitzat internacionalment pel film Baby Doll (1956), en què la protagonista, Carroll Baker, lluïa aquesta peça en un paper de seductora. El film, així mateix, donà nom a la peça en anglès i en força idiomes.